# 天主教佩里格教區
天主教佩里格教區（拉丁語：Dioecesis Petrocoricensis）是法國一個羅馬天主教教區，屬波爾多總教區。
根據傳統教區的第一位主教是聖弗龍，第一位見於文獻的主教出現於360年，他因被指是亞流派支持者而被廢黜。1801年11月29日教區被撤銷。1822年10月6日艾爾教區得以恢復，並在1854年6月17日加銜薩拉拉卡內達。
教區位於多爾多涅省，教座位於達克斯。2004年有教友290,000人（佔轄區總人口74.4%）、三十四個堂區、117名司鐸。現任教區主教為彌額爾·穆伊塞。